# Sikosaari (ö i Norra Karelen, Joensuu, lat 62,49, long 29,62)
Sikosaari är en ö i Finland. Den ligger i sjön Pyhäselkä och i kommunen Libelits i den ekonomiska regionen  Joensuu ekonomiska region  och landskapet Norra Karelen, i den sydöstra delen av landet, 400 km nordost om huvudstaden Helsingfors. Öns area är 2 hektar och dess största längd är 190 meter i sydöst-nordvästlig riktning.